# Елиминационна клетка (2017)
Елиминационна клетка (2017) (на английски: WWE Elimination Chamber (2017), познато като Без измъкване (2017) в Германия) е кеч pay-per-view (PPV) турнир и WWE Network събитие, продуцирано от WWE за марката Разбиване.
Провежда на 12 февруари 2017 в Talking Stick Resort Arena във Финикс, Аризона. Това е седмото събитие в хронологията на Елиминационна клетка и първото от 2015.
8 мача се провеждат по време на събитието, включително един предварителен мач. В главния мач, Брей Уайът печели традиционния мач в Елиминационна клетка, печелейки Титлата на WWE, първата индивидуална титла в неговата кариера. В другите мачове Наоми побеждава Алекса Блис, печелейки Титлата при жените на Разбиване, нейната първата титла в WWE, Ренди Ортън побеждава Люк Харпър, Американ алфа запазват своите Отборни титли на Разбиване в пореден мач и Беки Линч побеждава Мики Джеймс.

## Заден план
Събитието включва мачове, получени от сценични сюжети и имат резултати, предварително решени от WWE и марката Разбиване, една от марковите дивизии на WWE. Сюжетите се продуцират по седмичното телевизионно шоу на WWE, Разбиване на живо. Събитието Елиминационна клетка за 2017 променя дизайна на клетката, ставайки квадратна, вместо кръгла.
На 17 януари 2017, в епизод на Разбиване, пълномощникът Шейн Макмеън обявява, че главният мач на Елиминационна клетка ще бъде Мач в Елиминационна клетка за Титлата на WWE. На Кралски грохот на 29 януари Джон Сина побеждава Ей Джей Стайлс и печели Титлата за рекордния тринайсети път, като се изравнява с Рик Светкавицата и неговия рекорд за най-много световни титли, общо 16. На следващия епизод, Стайлс е добавен в мача в Елиминационната клетка. В същия епизод Макмеън и Главният мениджър Даниъл Брайън казват на Стайлс, че ще получи своя реванш един-на-един за титлата, преди да обяви останалите участници в мача: Интерконтиненталния шампион Дийн Амброуз, Миз, Барън Корбин и Брей Уайът. Победителят в Кралското меле Ренди Ортън предупреждава Сина, че ако той е шампион след мача в клетката, той ще го победи за титлата на КечМания 33. След това Ортън и Уайът се бият срещу Сина и Люк Харпър, който е враг на Ортън в отборен мач, в който Ортън тушира Сина. По-късно същата вечер Стайлс се бие срещу Амброуз, докато Миз комемтира. Корбин излиза по време на мача, за да коментира, но атакува Миз. След това Амброуз напада Корбин и Миз, преди да се върне на ринга, където Стайлс му прави Сблъсък на стилове и печели мача. Следващата седмица Амброуз, Корбин, Миз и Стайлс се бият в мач Фатална четворка, който Корбин печели, туширайки Стайлс. По-късно Ортън се бие срещу Сина. По време на мача Харпър излиза и напада Уайът. Ортън се опитва да направи RKO на Харпър, но Сина му прави Коригиране на отношенията и го тушира; Уредено е Ортън да се бие срещу Харпър на Елиминационна клетка.
На Сървайвър, Ники Бела е първоначалният капитан на женския отбор Разбиване, но е нападната зад кулисите и не успява да участва; Натали Найтхарт, която е треньор на отбора, замества Ники в мача. На следващото Разбиване Ники обвинява Кармела за атаката, след дългата им вражда в предишните месеци, и двете се бият на МСС в Мач без дисквалификации, който Ники печели. След мача, Кармела твърди, че Наталия е нападателката. През следващите седмици Наталия отрича до епизода на 20 декември, където тя си признава за атаката, заради завистта над Близначките Бела, твърдейки че получават всичко наготово. Двете се атакуват взаимно през следващите седмици и участват в отборен мач между шест жени на Кралски грохот, където отбора на Ники побеждава този на Наталия. В епизода на 31 януари Даниъл Брайън урежда мач между двете за Елиминационна клетка. На следващата седмица, двете споделят интервю, и впоследствие на Говорейки направо, Наталия атакува Ники.
На 20 декември 2016 на Разбиване Беки Линч, облечена като новобранката Ла Лучадора, побеждава Шампионката при жените на Разбиване Алекса Блис в мач без заложба на титлата; след мача Линч си маха маската. През следващите седмици неизвестна жена, облечена като Ла Лучадора, започва да помага на Блис в мачовете ѝ срещу Линч, включително успешната защита на титлата в мач в Стоманена клетка в главния мач на епизода на 17 януари, където Ла Лучадора е разкрита като завръщащата се Мики Джеймс. На следващата седмица Джеймс обяснява, че е била забравена заради Революцията на жените; Линч излиза на ринга, но е надвита от Блис и Джеймс. На същия епизод Наоми трябва да се бие срещу Наталия, но мачът не се провежда, след като Наталия и Ники Бела се сбиват зад кулисите. Тогава Наоми прави отворено предизвикателство. Блис излиза, но вместо да приеме предизвикателството, тя подценява Наоми. Четирите жени участват в отборен мач между шест жени на Кралски грохот, където отборът на Линч и Наоми печели, след като Наоми тушира Блис. На следващия епизод на Разбиване, четирите участват в отборен мач, където Наоми отново тушира Блис. Впоследствие на Говорейки направо, мач за титлата между Блис и Наоми е уреден за Елиминационна клетка. На 7 февруари мач между Линч и Джеймс е уреден за Елиминационна клетка. В епизода на същата вечер четирите подписват договори за техните мачове, което води до сбиване, в което Линч и Наоми надделяват.
В епизода на Разбиване на 13 декември се провежда кралска битка за определяне на главни претенденти за Отборните титли на Разбиване, която е спечелена от Хайп брос. След мача, обаче се оказва, че Зак Райдър е контузил коляното си, нуждаейки се операция. Вместо това, се провежда четворен елиминационен отборен мач на 27 декември между Американ алфа, Хийт Слейтър и Райно, Братя Усо и шампионите Семейство Уайът (Люк Харпър и Ренди Ортън), където алфа печелят, последно туширайки Ортън и стават новите шампиони. Уайът губят и в реванша на 10 януари Wyatt Family invoked their rematch clause. На 31 януари, Американ алфа правят отворено предизвикателсто към всеки от отборите на Разбиване. Усо излизат, последвани от Възкачване, Водевиланс, Брийзанго и Слейтър и Райно. Отборите се сбива и накрая само Американ алфа и Слейтър и Райно остават на ринга. Впоследствие, се урежда пореден отборен мач между шестте отбора за Елиминационна клетка. На следващата седмица, Американ алфа, Брийзанго, Слейтър и Райно се бият срещу Възкачване, Водевиланс и Усо в отборен мач междумежду 12 души, където Виктор от Възкачване тушира Райно.
На 27 декември 2016 в епизод на Разбиване, Долф Зиглър не успява да спечели Титлата на WWE в мач Тройна заплаха срещу Корбин и шампиона Ей Джей Стайлс. На следващата седмица, Зиглър губи от Корбин в индивидуален мач. След мача, Корбин сес опитва да удари Зиглър със стол, но Калисто излиза, за да помогне на Зиглър и Корбин отстъпва. Бесният Зиглър обаче прави на Калисто супер-ритник, твърдейки, че няма нужда от помощта на Калисто или на когото и да е. Зад кулисите Зиглър разхвърля съблекалнята. Аполо Крус се опитва да говори със Зиглър, но Зиглър атакува Крус, ставайки злодей. На епизода на 10 януари 2017, Калисто побеждава Зиглър. След мача, Зиглър изкарва гнева си върху Калисто, удряйки го със стол. Крус излиза, за да помогне на Калисто, но и той е ударен със стола. На следващия епизод, Зиглър участва в рубриката на Джери Лоулър Краля съди, за да обясни за постъпките си, но накрая Зиглър прави супер-ритник на Лоулър. В епизода на 24 януари, Зиглър побеждава Калисто. След мача той отново се опитва да нападне Калисто със стол, но вместо това е нападнат от Крус. Зиглър отново побеждава Калисто на следващата седмица и след мача той се опитва да махне маската на Калисто, но Крус го спасява. След това Зиглър се бие срещу Крус на следващия епизод, къдеточе Крус превърта Зиглър и го тушира бързо. Тогава Зиглър го напада със стол, но е спасен от Калисто. Зад кулисите Зиглър твърди, че може да победи Крус и Калисто по едно и също време. Тогава Даниъл Брайън урежда хандикап мач 2 на 1, в който Зиглър ще се бие срещу Крус и Калисто на Елиминационна клетка.
След няколко спречквания и споменавания в социалната мрежа, на 10 февруари мач между Моджо Роули и Кърт Хокинс е уреден за предварителното шоу на Елиминационна клетка.

## Мачове
| №                                                                                     | Резултати                                                                                                   | Правила                                              | Време |
| ------------------------------------------------------------------------------------- | --- | ---------------------------------------------------- | ----- |
| 1П                                                                                    | Моджо Роули победи Кърт Хокинс                                                                              | Индивидуален мач                                     | 8:05  |
| 2                                                                                     | Беки Линч победи Мики Джеймс                                                                                | Индивидуален мач                                     | 11:40 |
| 3                                                                                     | Калисто и Аполо Крус победи Долф Зиглър                                                                     | Мач с хандикап                                       | 7:20  |
| 4                                                                                     | Американ алфа (Чад Гейбъл и Джейсън Джордан) (ш) печелят, последно елиминирайки Възкачване (Конър и Виктор) | Отборен пореден мач за Отборните титли на Разбиване  | 21:10 |
| 5                                                                                     | Ники Бела и Наталия се бият до двойно отброяване                                                            | Индивидуален мач                                     | 13:40 |
| 6                                                                                     | Ренди Ортън победи Люк Харпър                                                                               | Индивидуален мач                                     | 17:15 |
| 7                                                                                     | Наоми победи Алекса Блис (ш)                                                                                | Индивидуален мач за Титлата при жените на Разбиване  | 8:20  |
| 8                                                                                     | Брей Уайът победи Джон Сина (ш), Ей Джей Стайлс, Миз, Дийн Амброуз и Барон Корбин                           | Мач в Елиминационна клетка за Титлата на Федерацията | 34:20 |
| - (ш) – указва шампиона/шампионите в мача - П – показва, че мача се случи преди шоуто | |                                                      |       |

### Отборен пореден мач
| Елиминация | Отбор                | Влязал | Елиминиран от        | Метод на елиминация                                 |
| ---------- | -------------------- | ------ | -------------------- | --------------------------------------------------- |
| 1          | Брийзанго            | 2      | Хийт Слейтър и Райно | Райно тушира Фанданго след Съсирек.                 |
| 2          | Водевиланс           | 3      | Хийт Слейтър и Райно | Слетър тушира Инглиш след Хит сблъсък.              |
| 3          | Хийт Слейтър и Райно | 1      | Братя Усо            | Джими Усо тушира Слейтър след супер-ритник от Джей. |
| 4          | Братя Усо            | 4      | Американ алфа        | Гейбъл тушира Джей Усо чрез превъртане.             |
| 5          | Възкачване           | 6      | Американ алфа        | Гейбъл тушира Виктор след Гранд амплитуда.          |
| Победители | Американ алфа        | 5      | н/д                  | н/д                                                 |

### Мач в Елиминационна клетка
| Елиминация | Кечист         | Влязал | Елиминиран от | Метод на елиминация | Време |
| ---------- | -------------- | ------ | ------------- | ------------------- | ----- |
| 1          | Барон Корбин   | 5      | Дийн Амброуз  | Туш                 | 18:50 |
| 2          | Дийн Амброуз   | 3      | Миз           | Туш                 | 20:35 |
| 3          | Миз            | 6      | Джон Сина     | Туш                 | 23:25 |
| 4          | Джон Сина (ш)  | 1      | Брей Уайът    | Туш                 | 29:00 |
| 5          | Ей Джей Стайлс | 2      | Брей Уайът    | Туш                 | 34:20 |
| Победител  | Брей Уайът     | 4      |               |                     |       |

## Допълнения
1. ↑  В Германия името „Елиминационна клетка“ би напомняло капсулите с газ, използвани по време на Холокост, затова името е сменено с „Без измъкване“.